# Nicolas Kanza
Nicolas Kanza (Blaricum, 9 maart 1997) is een Nederlands-Afrikaanse singer-songwriter en zingt al vanaf jonge leeftijd. Zijn moeder is afkomstig uit Nederland en zijn vader is afkomstig uit Congo (Afrika).

## Carrière
Kanza heeft gestudeerd aan het Conservatorium in Amsterdam en heeft daarnaast zijn eigen studio, waar hij vaak muziek maakte. De inspiratie voor zijn muziek, zoals voor het nummer “Mrs Summer”, werd vooral gehaald uit zijn relatie die hij heeft waarvoor hij ook het nummer had geschreven.
In januari van 2015 kwam Kanza ook met regelmaat in de media door zijn muziek, zoals bij de uitzending van De Wereld Draait Door met Matthijs van Nieuwkerk. Kort daarna, in maart 2015, was Kanza te zien in “De Beste Singer-Songwriter van Nederland” waar hij de finale behaalde.
Tijdens de clubtour “Meer van Mij” van Glennis Grace in het voorjaar van 2019, mocht Kanza de support act zijn. Twee jaar later mag Kanza wederom deze rol op zich nemen voor de Glennis Grace clubtour “Meer van Mij”, die in verband met het Coronavirus is uitgesteld naar november 2021. Glennis Grace was niet de enige artiest waar Kanza de support act voor mocht verzorgen. Zo was Kanza ook al eerder te zien in het voorprogramma van de Britse R&B artiest Kaleem Taylor.
In september 2020 bracht Kanza zijn debuut EP Same Love; A romanticized Timeline uit, dat gaat over zelfliefde. Op deze EP staan singles die hij eerder dat jaar al had uitgebracht, zoals Some Love, Green light en FWB. Ondertussen is Kanza de laatste hand aan het leggen op zijn nieuwste EP, die later in 2021 uitgebracht zal gaan worden.

## Discografie
| Titel                             | Jaar van uitgave | Omschrijving                                           |
| --------------------------------- | ---------------- | ------------------------------------------------------ |
| Mrs. Summer                       | 2015             | Onderdeel van De beste singer-songwriter van Nederland |
| Our last song                     | 2015             | Onderdeel van De beste singer-songwriter van Nederland |
| Salt and Ice (live finale versie) | 2015             | Onderdeel van De beste singer-songwriter van Nederland |
| Momma I Know                      | 2015             |                                                        |
| Some love                         | 2020             |                                                        |
| Green light                       | 2020             |                                                        |
| FWB                               | 2020             |                                                        |

| Titel                              | Jaar van uitgave | Omschrijving |
| ---------------------------------- | ---------------- | ------------ |
| Same Love; A Romanticized Timeline | 2020             | EP           |